# Stenocereus stellatus
Stenocereus stellatus är en kaktusväxtart som först beskrevs av Louis Ludwig Karl Georg Pfeiffer, och fick sitt nu gällande namn av Riccob. Stenocereus stellatus ingår i släktet Stenocereus och familjen kaktusväxter. Inga underarter finns listade i Catalogue of Life.

## Bildgalleri

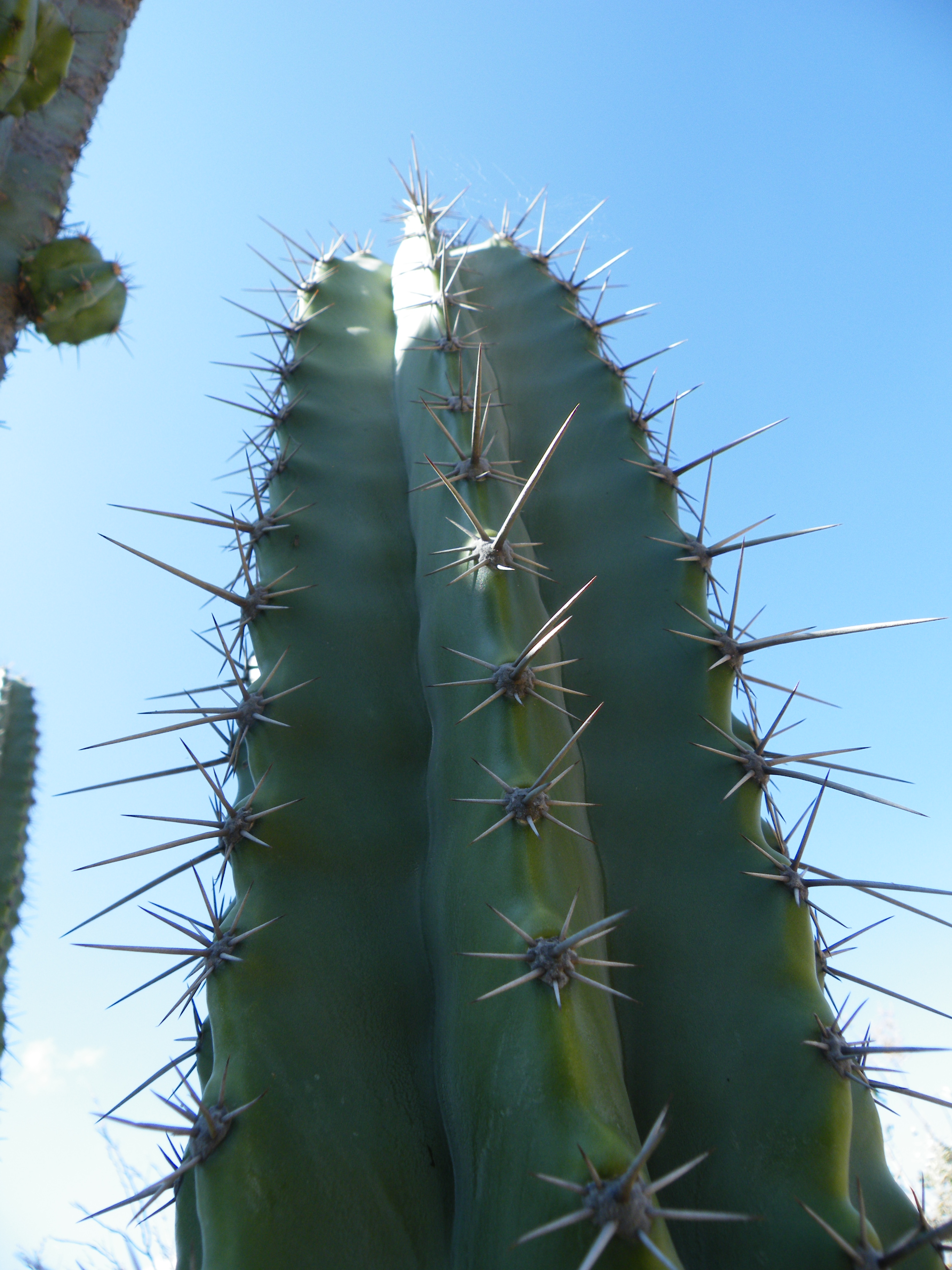
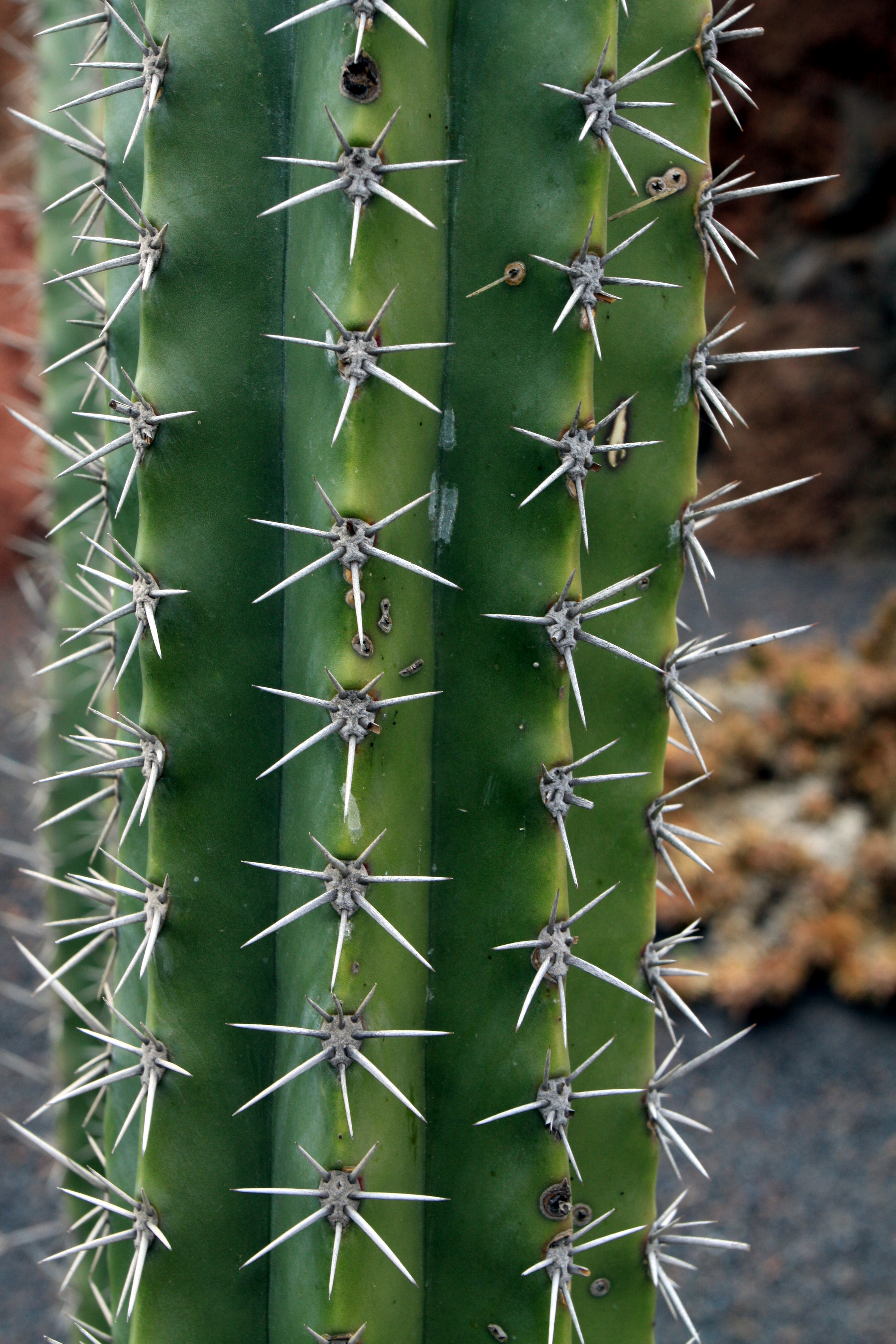
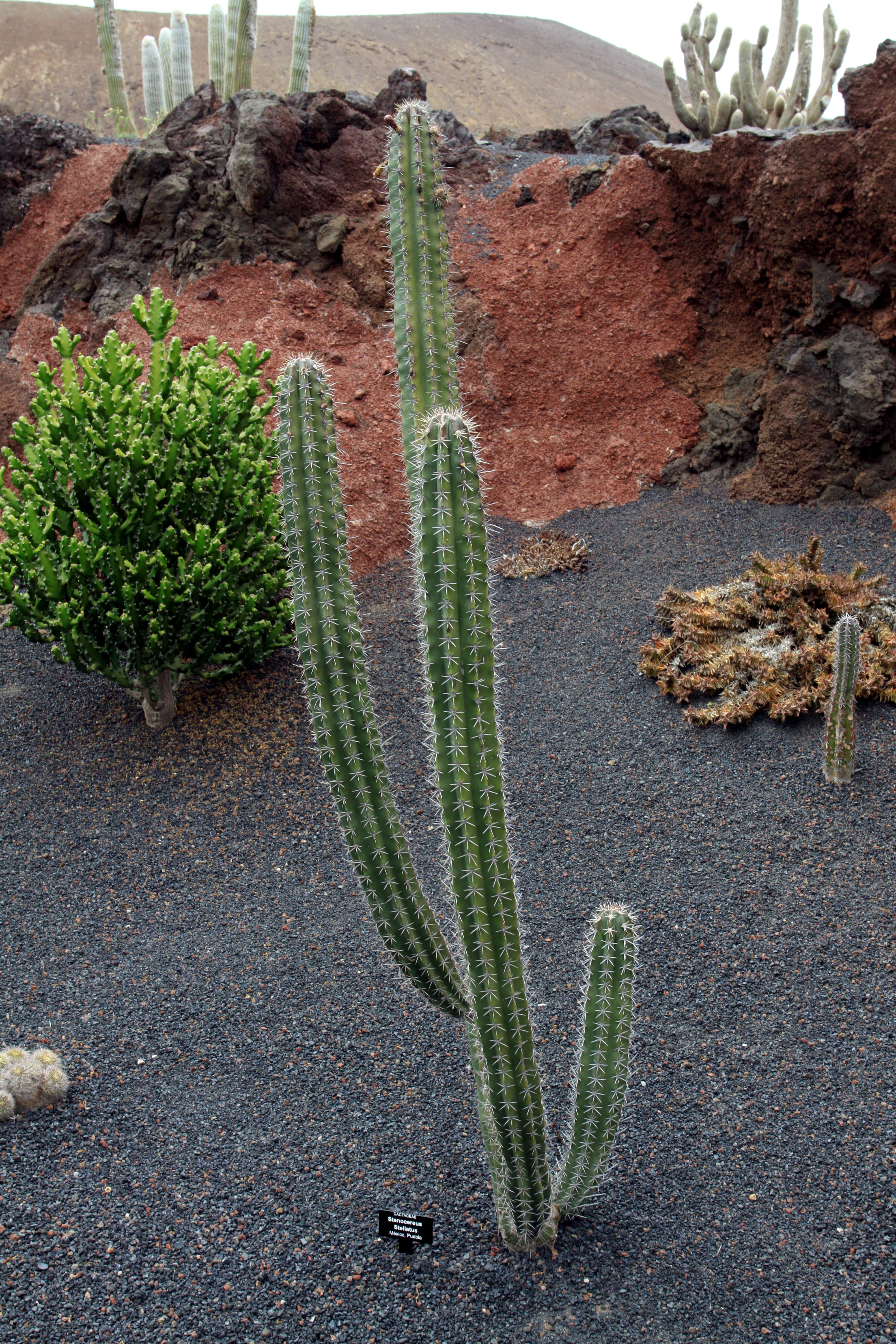